# 1370-es busz
Az 1370-es jelzésű autóbuszvonal Miskolc és Nyíregyháza (Miskolc – Polgár – Nyíregyháza) között húzódó távolsági vonal, amelyet a Volánbusz Zrt. üzemeltet.

## Útvonala
A miskolci autóbusz-állomásról indul. A 3-as főúton halad Mezőkövesd felé, hasonlóan a többi erre megforduló járathoz, odairányban a főúton, visszirányban a Csabai kapun és a Corvin utcán át. A Miskolctapolcai elágazáson túl Hejőcsabát, majd Görömbölyt súrolja, de itt nem áll meg, negyed óra után elhagyja a megyeszékhelyet. Első település a Mályi-tóról híres Mályi, melyet 2 megállóban szolgál ki, mint ahogy a szomszédos Nyékládházát is. Itt elkanyarodik a 35-ös főút felé, keresztezi a Budapest–Sátoraljaújhely vasútvonalat, majd a kavicsbányák és bányatavak után átmegy az M30-as autópályán Nagycsécsre, utána Sajószöged irányába folytatja kilométereit. Néhány perc és a járásközpont Tiszaújvárosba érkezik. Következőnek megyehatárt átlépve már a hajdú-bihari Polgáron tartózkodik, majd innentől eltávolodik az eddig azonos útvonalon közlekedő 1369-es buszoktól, hiszen a 36-os úton száguld. Utána az észak-alföldi régióban Újtikos és Józsefháza közelét érintve hajt be Tiszavasváriba. A környék egyik nagyobb városától a belvárosán át a szabolcsi megyeszékhely irányába távolodik el keleti irányban, a sík terepű tájakat a vonal 80. kilométerén Nagycserkesz község szakítja meg, máskülönben Nyíregyházára érkezik. A nagyvároson belül kertvárosi részében, illetve az egész városán átívelő körútján rendelkezik megállóval. Az indulásától számított 2 órán belül a buszállomásra érkezik.

## Közlekedése
Napjainkra indításainak száma eléggé lecsökkent.
2020 előtt többek között kollégista járatpárral, +1 munkanapi járatpárral (melyek közül tanszünetben csak Tiszavasváriig, illetve onnan közlekedett), illetve egy Tiszaújváros – Nyíregyháza viszonylaton közlekedő kollégista járatpárral is rendelkezett. 2020 júliusában, egyidejűleg a Miskolc–Kazincbarcika–Ózd környéki körüli menetrendreformmal egyidejűleg a reggel Ózdról 1369-es járattal induló buszt délután 1370-esként indították vissza, azonban ez csak egy fél éven át bizonyult működőképesnek (onnantól 1369-esként ment is vissza Ózdra, mint ahogy jelenleg is).
2024-re egyetlen munkanapi indításpár létezik. A kettő nagyváros vasúton van a legnagyobb arányban összekötve, illetve a településeket más-más irányból összekapcsolt buszvonalakkal (1369 és 1370). Oda-vissza gyorsjáratként, azonban az odairányú járat jóval kevesebb megállóban áll meg, mint ennek késő délutáni párja.
| Viszonylat                                  | Indításszám | Közlekedési rend |
| ------------------------------------------- | ----------- | ---------------- |
| Miskolc, aut. áll. – Nyíregyháza, aut. áll. | 1 pár       | munkanapokon     |

## Megállóhelyei
| 0  | Miskolc, autóbusz-állomás végállomás                                 | 0.0 km  | 1, 1G, 3, 3A, 4, 7, 11, 12G, 20, 20A, 24, 28, 32, 34G, 35, 43, 44, 45, 101B, 900, 914, 935 1050, 1053, 1369, 1372, 1373, 1374, 1375, 1376, 1377, 1380, 1381, 1383, 1384, 1410, 1411 3700, 3701, 3702, 3703, 3704, 3705, 3706, 3707, 3708, 3709, 3710, 3711, 3712, 3714, 3715, 3716, 3717, 3718, 3719, 3720, 3721, 3722, 3723, 3724, 3726, 3727, 3728, 3729, 3730, 3731, 3733, 3734, 3735, 3736, 3737, 3738, 3739, 3740, 3741, 3742, 3743, 3744, 3745, 3746, 3747, 3748, 3749, 3750, 3751, 3752, 3753, 3754, 3755, 3757, 3760, 3761, 3764, 3765, 3766, 3767, 3770, 3772, 3773, 3774, 3775, 3776, 3777, 4019 |
| 1  | Miskolc, Vörösmarty út (↓)                                           | 1.0 km  | 3A, 14G, 21, 21G, 24, 32, 35, 45, 901, Auchan 1 1050, 1369, 1372, 1375, 1376, 1377, 1380, 1381 3738, 3739, 3740, 3741, 3742, 3743, 3744, 3745, 3746, 3747, 3748, 3749, 3750, 3751, 3752, 4019 |
| ∫  | Miskolc, Corvin utca (↑)                                             | ∫       | 20, 28, 34, 35, 43, 44, Auchan 1 1369, 1372, 1375, 1376, 1377, 1410 3738, 3739, 3740, 3741, 3742, 3743, 3744, 3745, 3746, 3747, 3748, 3749, 3750, 3751, 3752, 4019 |
| 2  | Miskolc, Lévay József út (↓)                                         | 1.8 km  | 4, 30, 31, 32, 35G, 45 1369, 1377, 1381 3738, 3739, 3740, 3741, 3742, 3743, 3744, 3745, 3746, 3747, 3748, 3749, 3750, 3751, 3752, 4019 |
| ∫  | Miskolc, SZTK rendelő (↑)                                            | ∫       | 12, 14, 20, 20A, 24, 30, 31, 34, 36, 43, 44, 900, 914, 935 1369, 1377 3738, 3739, 3740, 3741, 3742, 3743, 3744, 3745, 3746, 3747, 3748, 3749, 3750, 3751, 3752, 4019 |
| 3  | Miskolctapolcai elágazás                                             | 3.2 km  | 4, 14, 20, 24, 30, 32, 34, 36, 43, 44, 45, 900, 914, 935 1050, 1369, 1372, 1373, 1374, 1375, 1376, 1377, 1380, 1381, 1410, 1411 3738, 3739, 3740, 3741, 3742, 3743, 3744, 3745, 3746, 3747, 3748, 3749, 3750, 3751, 3752, 4019 |
| 4  | Mályi, Agroker bejárati út                                           | 9.7 km  | 1377, 1381 3739, 3740, 3741, 3742, 3743, 3744, 3745, 3747, 3748, 3749, 3750, 4019 |
| 5  | Mályi, téglagyár                                                     | 10.3 km | 1377, 1381 3739, 3740, 3741, 3742, 3743, 3744, 3745, 3747, 3748, 3749, 3750, 4019 |
| 6  | Mályi, bolt                                                          | 11.1 km | 1050, 1369, 1372, 1375, 1376, 1377, 1380, 1381, 1410 3739, 3740, 3741, 3742, 3743, 3744, 3745, 3747, 3748, 3749, 3750, 4019 |
| 7  | Nyékládháza, Szemere utca 53.                                        | 14.1 km | 1050, 1369, 1372, 1375, 1376, 1377, 1380, 1381, 1410 3745, 3747, 3748, 3749, 3750, 4019 |
| 8  | Nyékládháza, Mezőpanel                                               | 15.9 km | 1369 3745 |
| 9  | Muhi, emlékmű                                                        | 21.1 km | 3745 |
| 10 | Nagycsécs, posta                                                     | 24.2 km | 1369, 1372, 1426, 1427 3734, 3737, 3744, 3745, 3752, 3971, 4009 |
| ∫  | Sajószöged, hejőbábai elágazás                                       | ∫       | 3734, 3737, 3739, 3744, 3745, 3752, 3966, 3967, 3968, 3969, 3971, 4009 vonatpótló – Sajószöged [89.] |
| 11 | Sajószöged, községháza                                               | 27.8 km | 1369, 1372, 1426, 1427 3734, 3737, 3739, 3744, 3745, 3752, 3966, 3967, 3968, 3969, 3970, 3971, 4009 |
| ∫  | Sajószöged, szabadidő park                                           | ∫       | 3737, 3744, 3745, 3966, 3967, 3970, 3971, 4009 |
| 12 | Tiszaújváros, autóbusz-állomás                                       | 31.8 km | 1, 1A, 2, 3 1055 1369, 1372, 1374, 1410, 1426, 1427 3731, 3733, 3737, 3739, 3744, 3745, 3752, 3952, 3960, 3963, 3965, 3966, 3967, 3968, 3969, 3970, 3971, 3974, 3975, 4008, 4240, 4241, 4484 |
| 13 | Tiszaújváros, bejárati út                                            | 32.7 km | 2 1369, 1372, 1410, 1426, 1427, 1450 3731, 3733, 3737, 3739, 3744, 3745, 3952, 3960, 3963, 3964, 3965, 3966, 3968, 3970, 3971, 3975, 4008, 4240, 4241, 4484 |
| 14 | Tiszaújváros, Volán-telep                                            | 33.5 km | 2 1369, 1372, 1410, 1450 3739, 3952, 3960, 3963, 3964, 3965, 4008, 4240, 4241, 4484 |
| 15 | Tiszapart városrész elágazás                                         | 35.5 km | 2 1369, 1372, 1410, 1450 3739, 3952, 3960, 4240, 4241, 4484 |
| ∫  | Polgár, strandfürdő                                                  | ∫       | 1369, 1450 3739, 3952, 3960, 4240, 4241, 4484 |
| 16 | Polgár, autóbusz-váróterem                                           | 41.5 km | 1055 1369, 1372, 1373, 1374, 1410, 1426, 1427, 1450 3739, 3952, 3960, 4240, 4241, 4463, 4482, 4484, 4488 |
| 17 | Polgár, nyíregyházi útelágazás                                       | 42.6 km | 1055 1426, 1427 3952, 4240, 4241 |
| 18 | Újtikosi elágazás                                                    | 49.4 km | 1426, 1427 3952, 4240, 4241 |
| ∫  | Újtikos, csatornaőrház                                               | ∫       | 3952 |
| ∫  | Tiszavasvári, Dankótanya                                             | ∫       | 3952 |
| 19 | Tiszavasvári, Józsefháza                                             | 58.1 km | 1426, 1427 3952 |
| 20 | Tiszavasvári, Fazekas Mihály utca 2.                                 | 64.5 km | 1426, 1427 3952 |
| 21 | Tiszavasvári, Városháza tér                                          | 65.1 km | 1426, 1427 3952, 4240, 4244, 4467 |
| 22 | Tiszavasvári, posta                                                  | 65.7 km | 1055 1426, 1427 3952, 4240, 4244, 4467 |
| 23 | Tiszavasvári, iskola                                                 | 66.3 km | 1426, 1427 3952, 4240, 4244, 4467 |
| ∫  | Tiszavasvári, Petőfi utca 22.                                        | ∫       | 4240 |
| ∫  | Tiszavasvári, temető                                                 | ∫       | 4240 |
| ∫  | Tiszavasvári, Petőfi termelőszövetkezet                              | ∫       | 4240 |
| ∫  | Iskola dűlő 31,8 km-kő                                               | ∫       | 4240 |
| ∫  | Dorogi út 34,8 km-kő                                                 | ∫       | 4240 |
| ∫  | Bájibokor bejárati út                                                | ∫       | 4240 |
| ∫  | Tiszalöki útelágazás                                                 | ∫       | 4239, 4240, 4241, 4248 |
| 24 | Nagycserkesz, autóbusz-váróterem                                     | 80.9 km | 1426, 1427 4239, 4240, 4241, 4248 |
| ∫  | Nagycserkesz, alsó                                                   | ∫       | 4239, 4240, 4241, 4248 |
| ∫  | Nyírteleki elágazás                                                  | ∫       | 4239, 4240, 4241, 4248 |
| ∫  | Sulyánbokori elágazás                                                | ∫       | H40 4239, 4240, 4241, 4248 |
| ∫  | Szelesbokor, bejárati út                                             | ∫       | H40 4239, 4240, 4241, 4248 |
| ∫  | Kazárbokori elágazás                                                 | ∫       | H40 4239, 4240, 4241, 4248 |
| ∫  | Róka-Vargabokori elágazás                                            | ∫       | H40 4239, 4240, 4241, 4248 |
| ∫  | Zomboribokor                                                         | ∫       | 92, 93, 95L, H40 4239, 4240, 4241, 4248 |
| ∫  | Salamonbokor                                                         | ∫       | 92, 93, 95L, H40 4239, 4240, 4241, 4248 |
| ∫  | Nyíregyháza, Szakiskola és Kollégium                                 | ∫       | 19, 27, 28, 29, 49B, 92, 93, 94B, 95L, 900, 901, 902, H40 1369, 1426, 1427 4239, 4240, 4241, 4248 |
| 25 | Nyíregyháza, Tiszavasvári utca                                       | 91.4 km | 9, 9A, 11B, 19, 27, 28, 29, 49B, 92, 93, 900, 901, 902, H40 4239, 4240, 4241, 4248 |
| 26 | Nyíregyháza, konzervgyár (↓) Nyíregyháza, Bethlen Gábor utca 67. (↑) | 92.5 km | 1, 1A, 2, 3, 4, 4Y, 9, 11B, 12, 14, 14F, 17, 19, 20, 21, 22, 24, 25, 25A, 27, 28, 29, 30, 49, 49B, 92, 93, 93E, 94, 94B, 94L, 95, 95E, 95L, 900, 901, 902, H30, H32, H40 4200, 4201, 4202, 4203, 4205, 4206, 4207, 4208, 4212, 4214, 4215, 4217, 4218, 4219, 4220, 4221, 4222, 4225, 4226, 4232, 4233, 4234, 4236, 4239, 4240, 4241, 4248, 4271, 4290, 4291, 4381 |
| 27 | Nyíregyháza, autóbusz-állomás végállomás                             | 93.3 km | 1, 1A, 2, 3, 3A, 4, 4Y, 22, 24, 29, 30, 30A, 90E, 91, 93, 93E, 95, 95E, 95L, 96, H30, H31, H32, H35, H40 1369, 1426, 1427, 1446, 1449 3877, 3881, 4200, 4201, 4202, 4203, 4205, 4206, 4207, 4208, 4209, 4210, 4211, 4212, 4213, 4214, 4215, 4216, 4217, 4218, 4219, 4220, 4221, 4222, 4224, 4225, 4231, 4232, 4233, 4234, 4235, 4236, 4237, 4238, 4239, 4240, 4241, 4242, 4243, 4248, 4250, 4253, 4271, 4281, 4282, 4290, 4291, 4304, 4381, 4570 |